# ブルークランズ橋

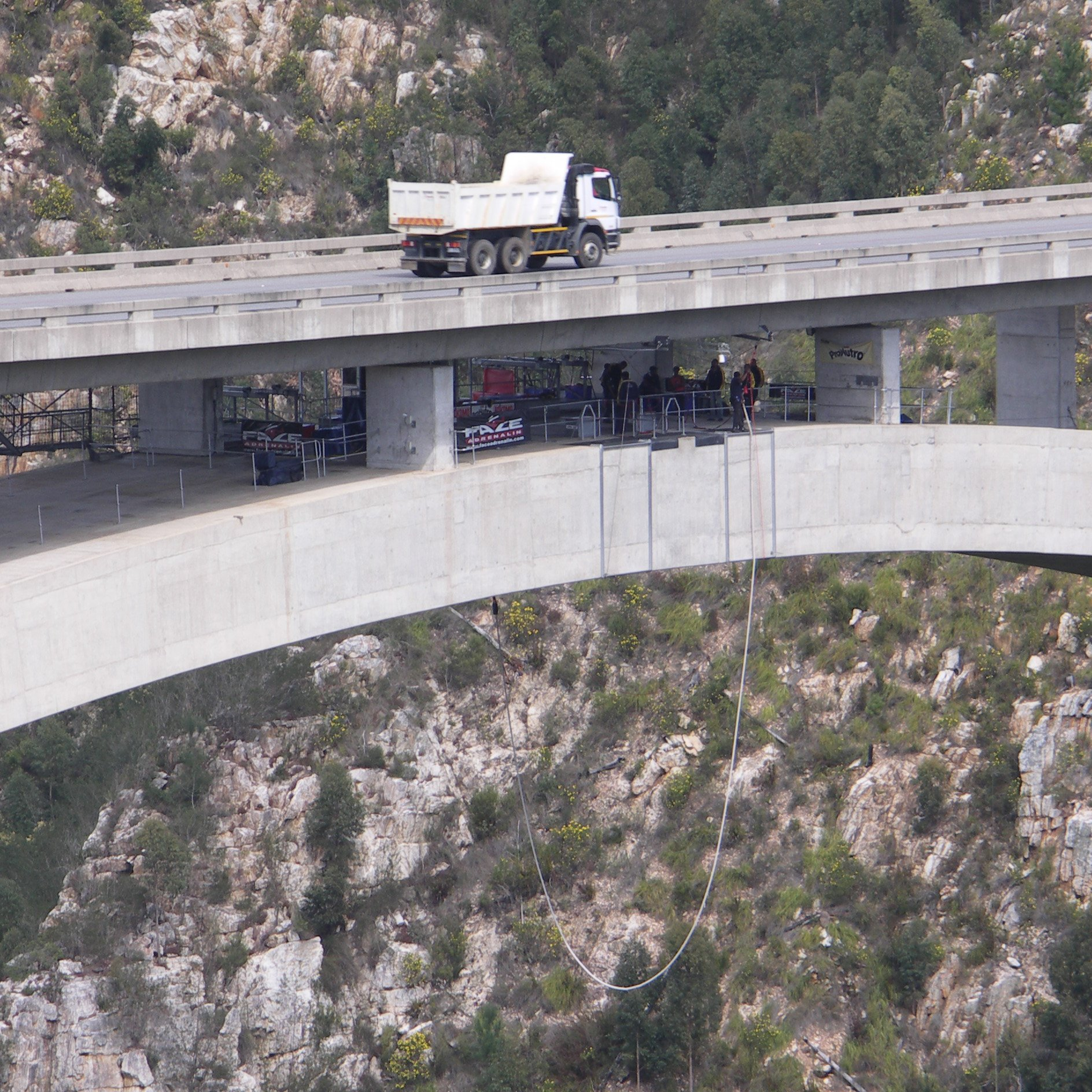
橋の道路の下で行われるバンジージャンプ

ブルークランズ橋 (Bloukrans Bridge) は、南アフリカ、西ケープ州、ネイチャーズ・バレー近くに位置するアーチ橋。
橋は、1980年2月から1983年6月にかけて建設され、ブルークランズ川の上216mを通っている。橋の中央スパンは272mで、全長は451mである。
橋は、国道2号線が通る道路橋として使用されている。
ブルークランズ橋は、世界で最も高い商業バンジージャンプの場所であり、ブルークランズ橋バンジーは、1997年よりフェイス・アドレナリンによって運営される。
橋の下を流れるブルークランズ川は、東ケープ州と西ケープ州の境界となっており、ガーデン・ルートのツィツィカマ山脈に位置する。